# 成公英
成公 英（せいこう えい、生没年不詳）は、中国後漢末期から三国時代にかけての武将。涼州金城郡の人。「成公」が姓で「英」が名。成公は「二字姓」の一つが有力。

## 事跡

### 韓遂の腹心時代
中平末期、同郷の韓遂に仕えて、その腹心となった。建安19年（214年）、韓遂が閻行に攻められた時、仲間が皆逃げ去る中で、成公英だけは韓遂の下を離れようとしなかった。韓遂が「益州の劉備の下に逃がれてはどうか」と成公英に相談すると、成公英は「軍を興して数十年、今負けたりといえども、どうして勢力を棄て他の人間に頼ろうとなさることがありましょうか」と言って反対し、羌族の下で力を蓄える事を主張した。韓遂はその言に従い、恩義のあった羌族から庇護を受けた。
翌20年（215年）、韓遂らは羌族数万の軍勢をもって閻行を攻撃し退けたが、その最中に韓遂が死亡したため、成公英はやむなく曹操に降伏した。

### 晩年
曹操の下では軍師に任じられ、列侯に封ぜられた。ある時、曹操が狩猟に赴いた際、それに従っていた成公英は3頭の鹿を全て一矢で仕留めた。曹操がそこで「韓遂に忠節を尽くせるというのならば、わしに対してもできぬのか」と尋ねると、成公英は「明公（曹操）の目は欺けません。我が本来の主人（韓遂）がいらしたなら、私はこの場所におらぬでしょう」と言って涙した。旧主への情に感動した曹操は、成公英を敬った。
曹丕の即位後は、涼州刺史張既の参軍として北方民族の伊健妓妾・治元多らを討伐し、隴右の平定に大きく貢献した。その後、病没した。